# Майер, Леони
Леони Ребекка Майер (нем. Leonie Rebekka Maier; род. 29 сентября 1992, Штутгарт) — немецкая футболистка, выступающая на позиции защитника. Выступала за национальную сборную Германии, в составе которой стала олимпийской чемпионкой 2016 года и чемпионкой Европы 2013 года.

## Клубная карьера
Майер начинала свою профессиональную карьеру футболистки в немецком клубе «Зиндельфинген», выступавшем тогда во Второй женской Бундеслиге. Она провела за него два сезона, во время второго из них Майер сыграла в рамках чемпионата Германии 31 матч и забила 9 голов.
В 2010 году Леони Майер перешла в клуб «Бад-Нойенар 07», который играл тогда в высшем эшелоне Женской Бундеслиги. Она провела за эту команду три сезона, записав на свой счёт 65 матчей и два гола в рамках лиги. После смерти своего президента клуб «Бад-Нойенар 07» подал заявление о своей неплатёжеспособности и был вскоре распущен. Майер была вынуждена искать себе новую команду.
В итоге она стала футболисткой мюнхенской «Баварии». В её составе Майер дважды становилась чемпионкой Германии: в сезонах 2014/2015 и 2015/2016. На конец сезона 2018/2019 она провела за «Баварию» в рамках Бундеслиги 92 матча и забила 4 гола.
31 мая 2019 года стало известно о переходе немецкой защитницы в английский «Арсенал».

## Карьера в сборной
С 2013 года Леони Майер выступает за сборную Германии, успев до этого поиграть за несколько юношеских и молодёжных немецких сборных. Она забила свой первый гол за неё 19 июля 2013 года, в товарищеском матче (1:0 в пользу немок) с Канадой, отличившись на 53-й минуте.
Леони Майер входила в составы сборной Германии на чемпионате мира 2015 года, где немки стали четвёртыми, летних Олимпийских играх 2016, где Германия выиграла золото, чемпионате Европы 2017 года и чемпионате мира 2019 года.

### Голы за сборную
| Голы Майер за сборную Германии | Голы Майер за сборную Германии | Голы Майер за сборную Германии | Голы Майер за сборную Германии | Голы Майер за сборную Германии | Голы Майер за сборную Германии | Голы Майер за сборную Германии |
| #                              | Дата                           | Место                          | Соперник                       | Счёт                           | Итог                           | Соревнование                   |
| ------------------------------ | ------------------------------ | ------------------------------ | ------------------------------ | ------------------------------ | ------------------------------ | ------------------------------ |
| 1.                             | 19 июня 2013                   | Падерборн, Германия            | Канада                         | 1-0                            | 1-0                            | товарищеский матч              |
| 2.                             | 29 июня 2013                   | Мюнхен, Германия               | Япония                         | 1-0                            | 4-2                            | товарищеский матч              |
| 3.                             | 26 октября 2013                | Копер, Словения                | Словения                       | 2-0                            | 13-0                           | отбор чемпионата мира 2015     |
| 4.                             | 18 сентября 2015               | Галле, Германия                | Венгрия                        | 2-0                            | 12-0                           | отбор чемпионата Европы 2017   |
| 5.                             | 22 октября 2015                | Висбаден, Германия             | Россия                         | 2-0                            | 2-0                            | отбор чемпионата Европы 2017   |
| 6.                             | 3 марта 2016                   | Тампа, США                     | Франция                        | 1-0                            | 1-0                            | 2016 SheBelieves Cup           |
| 7.                             | 16 сентября 2016               | Химки, Россия                  | Россия                         | 2-0                            | 4-0                            | отбор чемпионата Европы 2017   |
| 8.                             | 4 июля 2017                    | Зандхаузен, Германия           | Бразилия                       | 3-1                            | 3-1                            | товарищеский матч              |
| 9.                             | 4 сентября 2018                | Торсхавн, Фарерские острова    | Фарерские острова              | 3-0                            | 8-0                            | отбор чемпионата мира 2019     |
| 10.                            | 10 ноября 2018                 | Оснабрюк, Германия             | Италия                         | 5-2                            | 5-2                            | товарищеский матч              |
| 11.                            | 3 сентября 2019                | Львов, Украина                 | Украина                        | 8-0                            | 8-0                            | отбор чемпионата Европы 2021   |

Источник:

## Достижения

### Клубные
Бавария
- Чемпионка Германии: 2014/15, 2015/16

### В сборной
Германия
- Чемпионка Европы (девушки до 17 лет): 2009
- Чемпионка Европы (девушки до 19 лет): 2011
- Финалистка чемпионата мира (девушки до 20 лет): 2012
- Чемпионка Европы: 2013
- Чемпионка летних Олимпийских игр: 2016
- Победительница Кубка Алгарве: 2014
- 3-е место на чемпионате мира (девушки до 17 лет): 2008

### Индивидуальные
- FIFPro: FIFA FIFPro World XI 2016[8]